# Janar Mägi
Janar Mägi (* 8. April 1987 in Tallinn, Estnische SSR, UdSSR) ist ein estnischer Handballspieler, der zumeist auf Rückraum links eingesetzt wird.
Der 1,96 m große und 100 kg schwere Rechtshänder begann mit dem Handballspiel in seiner Heimatstadt beim HC Kehra, bei dem er ab 2004 in der ersten Mannschaft spielte. 2006 und 2009 gewann er die Meistriliiga sowie 2005, 2006 und 2009 den Pokal. International spielte er im EHF-Pokal 2004/05, 2008/09 und 2009/10, im Europapokal der Pokalsieger 2005/06 und 2006/07 sowie im EHF Challenge Cup 2007/08, kam allerdings nie über die dritte Runde hinaus. Im Sommer 2010 wechselte er zum deutschen Zweitligisten EHV Aue. Nach der Saison 2017/18 verließ er Aue.
Janar Mägi steht im Aufgebot der Estnischen Nationalmannschaft und bestritt bisher 70 Länderspiele.